# Innocent
«Innocent» (с англ. — «Невинный») — песня американской американской певицы и автора-исполнителя Тейлор Свифт из её третьего студийного альбома Speak Now (2010). Песня была написана Свифт и Нейтаном Чапманом в ответ на то, что Канье Уэст прервал её речь на церемонии вручения наград MTV Video Music Awards в 2009 году, почувствовав необходимость посочувствовать ему после возмущения общественности. Нежная поп-баллада с нежным вокалом, её текст рассказывает о том, как главная героиня поддерживает человека, совершившего проступок, утверждая, что он невиновен, и веря, что он может искупить свою вину.
После выхода альбома песня заняла 27 и 53 места в чартах Billboard Hot 100 и Canadian Hot 100 соответственно. Музыкальные критики дали песне «Innocent» смешанные отзывы; некоторые посчитали её сочувственным посланием и похвалили авторство Свифт, но другие раскритиковали её как покровительственную и снисходительную. Свифт исполнила песню вживую на церемонии вручения премии MTV Video Music Awards 12 сентября следующего года, за месяц до выхода альбома Speak Now, чтобы оставить споры о себе и Уэсте позади. Споры вокруг послания начали сказываться на публичном имидже Свифт как невинной «возлюбленной Америки» («America’s Sweetheart»), что отразилось и на 2016 году, когда она и Уэст оказались вовлечены в очередную публичную вражду после того, как рэпер выпустил сингл «Famous». Перезаписанная версия песни под названием «Innocent (Taylor’s Version)» была выпущена в рамках её третьего перезаписанного альбома Speak Now (Taylor’s Version) 7 июля 2023 года.

## История
Тейлор Свифт написала все треки своего третьего студийного альбома Speak Now (2010) самостоятельно. По словам Свифт, альбом представляет собой сборник песен о вещах, которые она хотела сказать людям, встреченным ею в реальной жизни, но не сделала этого. В примечаниях к Speak Now Свифт объяснила, что каждая песня альбома — это «открытое письмо» кому-то в её жизни, «рассказывающее им то, что я хотела сказать им лично». Она также отметила, что одна песня в частности адресована «человеку, которого я простила за то, что он сказал на глазах у всего мира». В пресс-интервью, предшествовавших выходу альбома Speak Now, Свифт заявила, что трек альбома «Innocent» был посвящён рэперу Канье Уэсту. На церемонии вручения премии MTV Video Music Awards в 2009 году во время речи Свифт за победу в номинации «Лучшее женское видео» Уэст прервал её, заявив, что у Бейонсе «одно из лучших видео всех времён». Общественное мнение после этого инцидента настроилось против Уэста; бывший президент США Барак Обама назвал его «придурком». Уэст заявил на платформе социальных сетей, что «сильно истекает кровью» из-за своих действий, и ушёл на перерыв.
После инцидента Свифт сказала New York Magazine, что, хотя она знала, что люди «ожидали, что я напишу песню о [Уэсте]», она считает важным "написать песню «„для“» него".

## Музыка и текст
В музыкальном плане «Innocent» — это нежная поп-баллада, которую Свифт исполняет нежным вокалом. Музыковед Джеймс Э. Пероун отметил, что песня выделяется на фоне других поп-баллад тем, что Свифт использует «высокую степень ритмического синкопирования в своей подаче». В тексте песни «Innocent» главный герой сочувствует человеку, совершившему проступок. Хотя этот человек страдает от неуверенности в себе из-за своих действий, в глазах героини Свифт его «струны света все ещё ярки». Повествователь говорит мужчине: «32 года, а ты все ещё растёшь/Кто ты есть — не то, что ты сделал». В тексте песни присутствуют образы, связанные с детской невинностью и простотой, такие как «дни ланчбокса» и «дни ловли светлячков». Согласно The Wall Street Journal, трек также намекает на подводные камни славы: «Потерял равновесие на канате/И никогда не поздно его вернуть».
Пероун охарактеризовал трек как «заявление о поддержке и ободрении». По словам биографа Лив Спенсер, «Innocent» — это продолжение темы «Never Grow Up», трека Speak Now о том, что детство осталось позади. В тексте песни рассказчик уверяет, что даже если «дни ловли светлячков» давно позади, они все ещё несут в себе частичку той невинности. Песня оплакивает потерю невинности, но предлагает надежду на то, что человек может снова стать «совершенно новым». В Esquire Мора Джонстон заметила отсылки к инциденту на церемонии вручения премии MTV Video Music Awards в 2009 году; например, в тексте песни упоминается месяц сентябрь, в котором проходило шоу, а возраст мужчины, о котором идёт речь, — 32 года, то есть возраст Уэста на тот момент. Джонстон отметил, что для тех, кто не знает о знаменитостях, окружающих Свифта-Уэста, трек может быть интерпретирован как «простая жалоба на потерянную любовь или прощение бывшего друга».

## Релиз и концертные выступления
«Innocent» — 11-й трек альбома Speak Now, который был выпущен 25 октября 2010 года на лейбле Big Machine Records. После выхода альбома трек дебютировал и занял 27-е место в американском Billboard Hot 100 и 53-е место в канадском Canadian Hot 100.
Свифт дебютировала с песней «Innocent» на церемонии вручения премии MTV Video Music Awards, состоявшейся 12 сентября 2010 года. В начале выступления, посвященного спорам вокруг Уэста на прошлогодней церемонии вручения премии MTV Video Music Awards, были показаны фоновые ролики, демонстрирующие инцидент. Затем Свифт исполнила трек, играя на акустической гитаре и сидя на диване; после этого она исполнила песню босиком. По словам Time, она исполнила трек на «штормовом, мрачном фоне прямо из сцены торнадо в „Волшебнике страны Оз“». Свифт сказала, что это выступление было сделано для того, чтобы оставить позади споры о церемонии вручения премии MTV Video Music Awards 2009 года. В интервью газете Belfast Telegraph Свифт сказала, что была «благодарна» за выступление на шоу, поскольку оно соответствовало тому, что она хотела сделать с проектом Speak Now: «[Ты] должен сказать то, что чувствуешь, когда знаешь, что чувствуешь — в этот момент». Когда ее спросили, почему она не решила исполнить лид-сингл «Mine», чтобы лучше его прорекламировать, она ответила: «Я исполнила песню, которую никто не слышал раньше, и я горжусь этим. Потому что это было правильное решение».
В 2023 году Свифт отправилась в свой шестой концертный тур, Eras Tour, который содержал сегмент «песен-сюрпризов», где она исполняла случайные песни из своей дискографии. 24 ноября Свифт исполнила песню «Innocent» в качестве «песни-сюрприза» во время концерта в Сан-Паулу в рамках тура.

## Отзывы
Песня вызвала неоднозначную реакцию музыкальных критиков. После выступления Свифт на MTV в 2010 году некоторые оценили песню как сочувствующую Уэсту, но другие сочли её покровительственной, а Свифт — самодовольной. Критик из Los Angeles Times назвал текст песни «поношением, замаскированным под „прощение“», а другой критик из The New York Times назвал песню «мелочной». Джонатан Киф из Slant Magazine раскритиковал трек как «покровительственную, снисходительную проповедь» и счёл, что Свифт лицемерит, написав песню, в которой осуждает чьи-то негативные высказывания, в то время как в её песнях обычно критикуют других людей. Крис Уиллман из New York сказал, что в «Innocent» Свифт предстаёт в зрелом, материнском свете: «Она действительно играет в мать ребёнка». Джонстон сказала, что это «не самый милосердный акт прощения в истории», и возразила, что в тексте песни «20-летняя девушка говорит 32-летнему, что он все ещё растёт», что, по её мнению, свидетельствует о том, что Свифт испытывает «чувство удовлетворения от того, что она „лучший человек“». Публичные дебаты начали сказываться на имидже Свифт как «возлюбленной Америки» («America’s Sweetheart») и долгое время не утихали, продолжаясь до 2016 года, когда она и Уэст оказались вовлечены в очередную полемику, в ходе которой Уэст выпустил сингл «Famous», включающий лирические фрагменты, на которые Свифт не давала согласия.
С более позитивной стороны, Эллисон Стюарт из The Washington Post в своей рецензии на альбом назвала «Innocent» «маленьким шедевром пассивно-агрессивного поведения». Крисси Дикинсон, написавшая рецензию для газеты Chicago Tribune, назвала этот трек «величайшей зрелостью Свифт как артистки» среди песен, представленных перед выходом альбома, и нашла его глубоко сочувственным.
В журнале The A.V. Club Стивен Хайден, признав, что лирическое содержание альбома является «ядовитым дротиком, обмакнутым в сахар», направленным против Уэста, назвал песню «Innocent» одним из самых ярких моментов альбома Speak Now: «Самый ловкий трюк Свифт — быть наиболее симпатичной, когда она потакает такой неприкрытой гадости». Другие рецензии на альбом от Мэтью Хортона из BBC Music и Лии Гринблатт из Entertainment Weekly отметили «Innocent» как один из треков альбома, демонстрирующий зрелость Свифт в написании песен на другие темы, кроме любви и романтики.
Оценивая выступление на премии MTV, Мелинда Ньюман из HitFix поставила ему четвёрку; Ньюман похвалила песню за баланс между личными деталями и универсальной привлекательностью с её «прекрасным» текстом, но отметила слабый живой вокал Свифт. В NJ.com Трис МакКолл оценила сочувственный посыл баллады и назвала Свифт «главным победителем» вечера награждения. Журналист кантри-музыки и редакционный директор Country Music Television Чет Флиппо похвалил исполнение Свифт песни «Innocent» на MTV за то, что она «искусно» выразила свои чувства к реальному человеку, и сравнил её с другими легендами кантри-музыки: «Иногда прощение — это самая сладкая месть, и именно этого она добилась». Профессор искусств Джефф Рабхан согласился с ним; он похвалил Свифт за то, что она изложила свои мысли в «позитивной и профессиональной» манере и подчеркнула свои художественные способности.

## Чарты
| Чарт (2010)                                 | Высшая позиция |
| ------------------------------------------- | -------------- |
| Канада (Billboard Canadian Hot 100)         | 53             |
| США (Billboard Hot 100)                     | 27             |
| США (Country Digital Song Sales, Billboard) | 2              |

## «Innocent (Taylor’s Version)»
Подписав новый контракт с Republic Records, Свифт начала перезаписывать свои первые шесть студийных альбомов в ноябре 2020 года. Это решение было принято после публичного спора 2019 года между Свифт и менеджером по работе с талантами Скутером Брауном, который приобрёл лейбл Big Machine Records, включая мастер-записи альбомов Свифт. Перезаписав свой каталог, Свифт получила полную собственность на новые мастера, включая лицензирование авторских прав на свои песни, что обесценило мастера, принадлежавшие Big Machine.
Перезаписанная версия песни «Innocent» под названием «Innocent (Taylor’s Version)» была выпущена 7 июля 2023 года на лейбле Republic Records в рамках Speak Now (Taylor’s Version), третьего перезаписанного альбома Свифт.

### Чарты
| Чарт (2023)                         | Высшая позиция |
| ----------------------------------- | -------------- |
| Австралия (ARIA)                    | 75             |
| Канада (Billboard Canadian Hot 100) | 63             |
| Мир (Billboard Global 200)          | 79             |
| США (Billboard Hot 100)             | 63             |
| США (Billboard Hot Country Songs)   | 28             |